# Xã Gore, Quận Sumner, Kansas
Xã Gore (tiếng Anh: Gore Township) là một xã thuộc quận Sumner, tiểu bang Kansas, Hoa Kỳ. Năm 2010, dân số của xã này là 2.105 người.